# Volley Cagliari 2006-2007

## Risultati
- 11^ in A2.

## Rosa
Elenco dei giocatori della Volley Cagliari nella stagione 2006/07.
| Casa | Trasferta | Libero |